# Wiesław Podlecki
 Wiesław Podlecki  (ur. 27 marca 1964) – pułkownik dyplomowany Wojska Polskiego; dowódca 18 pułku rozpoznawczego (2012–2016).

## Życiorys
Wiesław Podlecki urodził się 27 marca 1964. W 1984 podjął studia w Wyższej Szkole Oficerskiej Wojsk Zmechanizowanych we Wrocławiu, które ukończył w 1988 uzyskując dyplom inżyniera – dowódcy. W sierpniu tego roku był promowany na pierwszy stopień oficerski – podporucznika. W październiku 1988 został skierowany służbowo do Opola, gdzie objął funkcję dowódcy plutonu rozpoznawczego w 25 pułku zmechanizowanym. Następnie był na stanowiskach: dowódcy plutonu piechoty zmotoryzowanej, dowódcy kompanii piechoty zmotoryzowanej, dowódcy kompanii zmechanizowanej, dowódcy batalionu zmechanizowanego w 25 pz. 
W 1994 został skierowany na studia w Akademii Obrony Narodowej po ukończeniu których objął stanowisko dowódcy batalionu zmechanizowanego w 5 Brygadzie Pancernej „Skorpion” w Opolu. W 1998 został skierowany do Orzysza, gdzie przyjął funkcję szefa szkolenia – zastępca dowódcy 4 Brygady Kawalerii Pancernej. W latach 2001–2004 pełnił służbę w 15 Brygady Zmechanizowanej. W 2004 został mianowany na dowódcę 3 batalionu rozpoznawczego. W latach 2006–2012 pełnił służbę na stanowiskach: szefa Wydziału Analiz Rozpoznawczych, następnie szefa Oddziału Analiz Rozpoznawczych i Geograficznych w Dowództwie Wojsk Lądowych. 29 sierpnia 2012 został skierowany służbowo do Białegostoku, gdzie do 26 stycznia 2016 piastował obowiązki dowódcy 18 pułku rozpoznawczego, kiedy to przeszedł po 32 latach służby do rezerwy.

## Awanse[1][3]
- podporucznik – 1988
- porucznik – 1991
- kapitan – 1995
- major – 2000
- podpułkownik – 2004
- pułkownik – 2009

## Ordery, odznaczenia i wyróżnienia
- Złoty Medal „Siły Zbrojne w Służbie Ojczyzny” – 2013[4]
- Odznaka pamiątkowa  18 pułku rozpoznawczego – 2012 (ex officio)
- Odznaka Skoczka Spadochronowego Wojsk Powietrznodesantowych – 1986

i inne